# U-562
El submarí alemany U-562 va ser un submarí tipus VIIC construït per a la Kriegsmarine de l'Alemanya nazi per al servei durant la Segona Guerra Mundial. Se li va posar la quilla el 7 de febrer de 1940 a Blohm & Voss d'Hamburg amb número de drassana 538, avarat el 24 de gener de 1941 i posat en servei el 20 de març de 1941 sota el comandament de l'oberleutnant zur See Herwig Collmann.

## Disseny
Els submarins alemanys de tipus VIIC van ser precedits pels submarins de tipus VIIB més curts. L'U-562 tenia un desplaçament de 769 tones (757 tones llargues) quan estava a la superfície i de 871 tones (857 tones llargues) mentre estava submergit. Tenia una longitud total de 67,10 m (220 peus 2 polzades), una longitud del casc a pressió de 50,50 m (165 peus 8 polzades), una mànega de 6,20 m (20 peus 4 polzades), una alçada de 9,60 m (31 peus 6 polzades) i un calat de 4,74 m (15 peus 7 polzades). El submarí estava propulsat per dos motors dièsel sobrealimentats de sis cilindres i quatre temps Germaniawerft F46, produint un total de 2.800 a 3.200 cavalls de potència (2.060 a 2.350 kW; 2.760 a 3.160 shp) per al seu ús a la superfície, dos motors elèctrics de doble efecte Brown, Boveri & Cie GG UB 720/8 que produïen un total de 750 cavalls de potència (75500 kW); shp) per utilitzar-lo submergit. Tenia dos eixos i dues hèlixs d'1,23 m (4 peus). El vaixell era capaç d'operar a profunditats de fins a 230 metres (750 peus).
El submarí tenia una velocitat màxima en superfície de 17,7 nusos (32,8 km/h; 20,4 mph) i una velocitat màxima submergida de 7,6 nusos (14,1 km/h; 8,7 mph). Quan estava submergit, el vaixell podia operar durant 80 milles nàutiques (150 km; 92 milles) a 4 nusos (7,4 km/h; 4,6 mph); mentre que a la superfície podia viatjar 8.500 milles nàutiques (15.700 km; 9.800 milles) a 10 nusos (19 km/h; 12 mph).
L'U-562 estava equipat amb cinc tubs de torpedes de 53,3 cm (21 polzades) (quatre muntats a la proa i un a la popa), catorze torpedes, un canó naval SK C/35 de 8,8cm (3,46 polzades), 220 projectils i un canó antiaeri C/30 de 2 cm (0,79 polzades). El vaixell tenia una tripulació de d'entre 44 i 60 oficials i mariners.

## Historial de servei
El servei del vaixell va començar el 20 de març de 1941 amb entrenament com a part de la 1a Flotilla d'U-boat. Es va traslladar a la 29a Flotilla l'1 de gener de 1942 per al servei actiu a la Mediterrània.
En deu patrulles va enfonsar sis vaixells mercants, per un total de 37.287 tones brutes de registre (TRB), més un vaixell danyat.
L'U-562 va ser enfonsat el 19 de febrer de 1943 al mar Mediterrani al nord-est de Bengasi en la posició 32° 57′ N, 20° 54′ E / 32.950°N,20.900°E, per un bombarder Wellington 38 Esquadró de la RAF del juntament amb vaixells de la Royal Navy, el destructor HMS Isis i l'escorta del destructor HMS Hursley. Es van perdre els 49 homes d ela tripulació.

### Llopades
L'U-562 va participar en dues llopades, a saber:
- Bosemüller (28 d'agost - 2 de setembre de 1941)
- Brandenburg (15 de setembre - 2 d'octubre de 1941)

## Historial d'atacs
| Data                   | Nom         | Nationalitat  | Tonatge (GRT) | Destí    |
| ---------------------- | ----------- | ------------- | ------------- | -------- |
| 22 de setembre de 1941 | Erna III    | Regne Unit    | 1,590         | Enfonsat |
| 2 d'octubre de 1941    | Empire Wave | Regne Unit    | 7,463         | Enfonsat |
| 2 de desembre de 1941  | Grelhead    | Regne Unit    | 4,274         | Enfonsat |
| 29 d'abril de 1942     | Alliance    | Regne Unit    | 81            | Enfonsat |
| 29 d'abril de 1942     | Terpsithea' | Regne Unit    | 157           | Enfonsat |
| 14 de juliol de 1942   | Adinda      | Països Baixos | 3,359         | Danyat   |
| 21 de desembre de 1942 | Strathallan | Regne Unit    | 23,722        | Enfonsat |